# 체리 블로섬 (노래)
〈체리 블로섬〉(일본어: チェリーブラッサム 체리브랏사무[*])은 일본의 가수 마츠다 세이코의 네 번째 싱글 앨범으로, 1981년 1월 21일 발매되었다. (7" Vinyl: 07SH-911) 곡의 작사는 미우라 요시코 (三浦徳子), 작곡은 자이츠 카즈오 (財津和夫), 편곡은 오무라 마사아키 (大村雅朗)가 맡았다. B사이드 곡은 〈조금씩 봄〉(少しずつ春 스코시즈츠하루[*])이며, 작곡을 오다 유이치로 (小田裕一郎)가 했다. 작사 및 편곡자는 전과 동일하다.
이 싱글은 자이츠가 작곡에 관여한 첫 작품으로, 그는 이후부터 마츠다 세이코의 곡을 20곡 이상 쓰게 된다. (대표적인 곡으로는 〈여름의 문〉, 〈하얀 파라솔〉등이 있다.) 한편 마츠다 세이코의 저서 《푸른색 테피스트리》 등의 기록에 따르면, 그녀 본인은 초기에 이 곡을 싫어했다고 전한다.
이 곡은 1981년 2월 9일 오리콘 차트에서 처음 1위에 올라, 3월 2일까지 4주간 정상을 유지했으며, 2월의 오리콘 월간 싱글 차트에서도 1위를 차지했다. 또한 음악 순위 프로그램인 더 베스트텐에서도 2월 26일과 3월 5일, 2주간 1위를 차지했다.
LP판의 레이블 부분이 각각 오렌지색과 파란색, 빨간색 세 가지 버전이 존재한다.

## 수록곡
| #            | 제목                                     | 작사          | 작곡          | 편곡            | 재생 시간 |
| ------------ | ---------------------------------------- | ------------- | ------------- | --------------- | --------- |
| 1.           | 〈〈체리 블로섬〉〉 (チェリーブラッサム) | 미우라 요시코 | 자이츠 카즈오 | 오무라 마사아키 | 3:20      |
| 2.           | 〈〈조금씩 봄〉〉 (少しずつ春)           | 미우라 요시코 | 오다 유이치로 | 오무라 마사아키 | 3:28      |
| 총 재생 시간 | 총 재생 시간                             | 총 재생 시간  | 총 재생 시간  | 총 재생 시간    | 6:48      |